# Under False Colors (film 1912)
Under False Colors è un cortometraggio muto del 1912 diretto da Charles J. Brabin.

## Produzione
Il film fu prodotto dalla Edison Company.

## Distribuzione
Distribuito dalla General Film Company, il film - un cortometraggio in una bobina - uscì nelle sale cinematografiche degli Stati Uniti l'8 ottobre 1912.